# Mary Steenburgen
Mary Steenburgen (Newport, Arkansas, 8 de fevereiro de 1953) é uma atriz americana. Venceu um prêmio Oscar e um Globo de Ouro na categoria de melhor atriz coadjuvante por sua atuação no filme Melvin and Howard, de 1980.
Outros filmes de destaque em sua biografia são Time After Time (1979), Ragtime (1981), A Midsummer Night's Sex Comedy (1982), The Whales of August (1987), Parenthood (1989), Back to the Future Part III (1990), The Butcher's Wife (1991), What's Eating Gilbert Grape (1993), Philadelphia (1993), Nixon (1995), I Am Sam (2001), Marilyn Hotchkiss Ballroom Dancing & Charm School (2005) e The Proposal (2009). Também atuou no seriado Joan of Arcadia (2003-2005), como a mãe da protagonista.

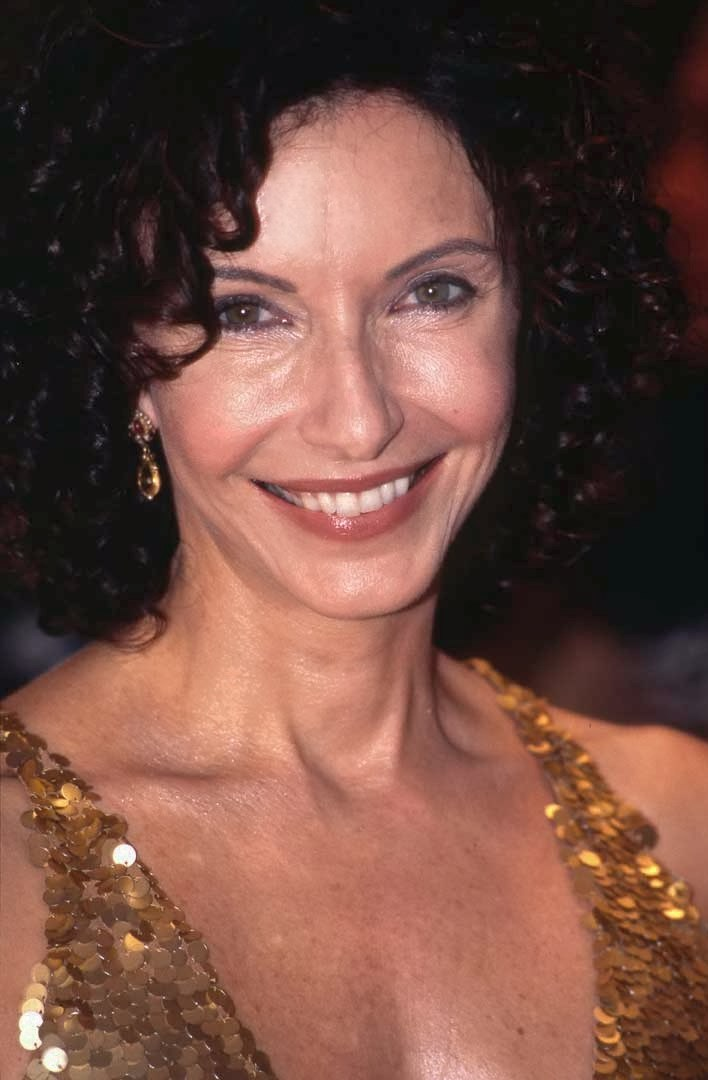
Mary Steenburgen em 2000

## Filmografia
| Ano       | Filme                                                 | Papel                            | Notas                                                                                 |
| --------- | ----------------------------------------------------- | -------------------------------- | ------------------------------------------------------------------------------------- |
| 1978      | Goin' South                                           | Julia Tate/Moon                  | Indicada - Prêmios Globo de Ouro                                                      |
| 1979      | Time After Time                                       | Amy Robbins                      |                                                                                       |
| 1980      | Melvin and Howard                                     | Lynda Dummar                     | Oscar de melhor atriz coadjuvante Globo de Ouro de melhor atriz coadjuvante em cinema |
| 1981      | Ragtime                                               | Mãe                              | Indicada - Prêmios Globo de Ouro                                                      |
| 1982      | A Midsummer Night's Sex Comedy                        | Adrian                           |                                                                                       |
| 1983      | Faerie Tale Theatre                                   | Mary / Little Red Riding Hood    |                                                                                       |
| 1983      | Cross Creek                                           | Marjorie Kinnan Rawlings         |                                                                                       |
| 1983      | Romantic Comedy                                       | Phoebe Craddock                  |                                                                                       |
| 1985      | One Magic Christmas                                   | Ginny Hanks Grainger             |                                                                                       |
| 1985      | Tender Is the Night                                   | Nicole Warren Diver              | Minissérie de TV Indicada - BAFTA                                                     |
| 1987      | The Whales of August                                  | Young Sarah                      |                                                                                       |
| 1987      | Dead of Winter                                        | Julie Rose/Katie McGovern/Evelyn |                                                                                       |
| 1988      | The Attic: The Hiding of Anne Frank                   | Miep Gies                        | Filme para televisão Indicada - Emmy                                                  |
| 1988      | End of the Line                                       | Rose Pickett                     |                                                                                       |
| 1989      | Parenthood                                            | Karen Buckman                    |                                                                                       |
| 1989      | Miss Firecracker                                      | Elain Rutledge                   |                                                                                       |
| 1990      | The Long Walk Home                                    | Voz do narrador                  |                                                                                       |
| 1990      | Back to the Future Part III                           | Clara Clayton                    |                                                                                       |
| 1991      | The Butcher's Wife                                    | Stella Keefover                  |                                                                                       |
| 1993      | Philadelphia                                          | Belinda Conine                   |                                                                                       |
| 1993      | What's Eating Gilbert Grape                           | Betty Carver                     |                                                                                       |
| 1994      | Pontiac Moon                                          | Katherine Bellamy                |                                                                                       |
| 1994      | The Gift                                              |                                  | TV                                                                                    |
| 1994      | It Runs in the Family                                 | Srª. Parker (Mãe)                |                                                                                       |
| 1994      | Clifford                                              | Sarah Davis                      |                                                                                       |
| 1995      | Nixon                                                 | Hannah Nixon                     |                                                                                       |
| 1995      | Powder                                                | Jessie Caldwell                  |                                                                                       |
| 1995      | The Grass Harp                                        | Irmã Ida                         |                                                                                       |
| 1995      | My Family                                             | Gloria                           |                                                                                       |
| 1996      | Gulliver's Travels                                    | Mary Gulliver                    | TV                                                                                    |
| 1996      | Ink                                                   | Kate Montgomery                  | Série de TV                                                                           |
| 1998      | About Sarah                                           | Sarah Elizabeth McCaffrey        | Série de TV                                                                           |
| 1999      | Noah's Ark                                            | Naamá                            | Telefilme                                                                             |
| 2000      | Curb Your Enthusiasm                                  | ela mesma                        | 4 episódios                                                                           |
| 2000      | Picnic                                                | Rosemary Sydney                  | TV                                                                                    |
| 2001      | I Am Sam                                              | Dr. Blake                        |                                                                                       |
| 2001      | Life as a House                                       | Colleen Beck                     |                                                                                       |
| 2001      | The Trumpet of the Swan                               | Voz da mãe                       |                                                                                       |
| 2001      | Nobody's Baby                                         | Estelle                          |                                                                                       |
| 2002      | Wish You Were Dead                                    | Sally Rider                      |                                                                                       |
| 2002      | Sunshine State                                        | Francine Pinkney                 |                                                                                       |
| 2002      | Living with the Dead                                  | Detetive Karen Condrin           | TV                                                                                    |
| 2003-2005 | Joan of Arcadia                                       | Helen Girardi                    | série de TV - 45 episódios                                                            |
| 2003      | Elf                                                   | Emily Hobbs                      |                                                                                       |
| 2003      | Casa de los Babys                                     | Gayle                            |                                                                                       |
| 2003      | Hope Springs                                          | Joanie Fisher                    |                                                                                       |
| 2004      | Capital City                                          | Elaine Summer                    | TV                                                                                    |
| 2004      | It Must Be Love                                       | Clem Gazelle                     | TV                                                                                    |
| 2005      | Marilyn Hotchkiss's Ballroom Dancing and Charm School | Marienne Hotchkiss               |                                                                                       |
| 2006      | The Dead Girl                                         | Beverley, Mãe de Leah            |                                                                                       |
| 2006      | Inland Empire                                         | 2º Visitante                     |                                                                                       |
| 2007      | Reinventing the Wheelers                              | Claire Wheeler                   | TV                                                                                    |
| 2007      | Elvis and Anabelle                                    | Geneva                           |                                                                                       |
| 2007      | Numb                                                  | Dr. Cheryl Blaine                |                                                                                       |
| 2007      | Nobel Son                                             | Sarah Michaelson                 |                                                                                       |
| 2007      | The Brave One                                         | Carol                            |                                                                                       |
| 2007      | Honeydripper                                          | Amanda Winship                   |                                                                                       |
| 2008      | Step Brothers                                         | Nancy Huff                       |                                                                                       |
| 2008      | Four Christmases                                      | Marilyn                          |                                                                                       |
| 2009      | In the Electric Mist                                  | Bootsie Robicheaux               |                                                                                       |
| 2009      | The Open Road                                         | Katherine                        |                                                                                       |
| 2009      | The Proposal                                          | Grace Paxton                     |                                                                                       |
| 2009      | Did You Hear About the Morgans?                       | Emma Wheeler                     |                                                                                       |
| 2013      | Last Vegas                                            | Diana Boyle                      |                                                                                       |
| 2015      | A Walk in the Woods                                   | Jeannie                          |                                                                                       |
| 2015      | Orange Is the New Black                               | Delia Powell                     |                                                                                       |
| 2015      | The Last Man on Earth                                 | Gail                             |                                                                                       |
| 2016      | Katie Says Goodbye                                    | Bear                             |                                                                                       |
| 2018      | Book Club                                             | Carol Colby                      |                                                                                       |
| 2020      | Happiest Season                                       | Tipper Caldwell                  |                                                                                       |